# 라이트플라이급
라이트플라이급(Light flyweight), 주니어 플라이급(junior flyweight), 슈퍼스트로급(super strawweight)은 복싱의 체급 중 하나이다.

## 프로 복싱
프로 복싱의 라이트 플라이급 체중 제한은 108파운드(49kg)이다. 뉴욕이 1920년 복싱을 합법화했을 때 법은 체중 제한을 99파운드로 하는 "주니어 플라이급" 등급을 규정했다. 1921년 전국복싱협회(National Boxing Association)가 결성되었을 때에도 이 체급을 인정했다. 그러나 1922년 1월 19일 NBA는 주니어 플라이급 부문의 인정을 철회하기로 결정했다. 1929년 12월 31일, 뉴욕주 체육위원회는 주니어 플라이급 클래스도 폐지했다. 이 부문이 폐지되기 전에는 이 부문에서 챔피언이 된 적이 없다.
세계복싱평의회(WBC)는 1970년대에 이 부문을 부활시키기로 결정했다. 이 부문의 첫 번째 챔피언은 1975년 WBC 타이틀을 획득한 프랑코 우델라였다. 세계 복싱 협회(World Boxing Association)도 1975년 제이미 리오스가 15라운드 판정을 통해 리고베르토 마르카노를 물리쳤을 때 첫 번째 챔피언이 되었다. 최초의 국제 복싱 연맹 챔피언은 1983년에 벨트를 획득한 도디 보이 페날로사였다.
최초의 라이트 플라이급 "슈퍼파이트"는 1993년 3월 13일 IBF 챔피언인 마이클 카르바할이 WBC 챔피언 움베르토 곤잘레스를 KO시키고 챔피언십을 통합하면서 열렸다. 1994년 2월 19일 이들의 재대결은 라이트 플라이급 전투기(Carbajal)가 처음으로 백만 달러의 돈을 벌었다.

## 저명한 라이트플라이급
- 장정구
- 구시켄 요코
- 유명우